# Montoyas y Tarantos
Montoyas y Tarantos es una película dramática española de 1989 dirigida por Vicente Escrivá. La película fue nominada en siete categorías diferentes, incluyendo Mejor Película, en la IV edición de los Premios Goya, en 1990, de los cuales consiguió dos: Mejor Sonido, y Mejor Música Original. Además, fue seleccionada como la entrada española para el Óscar a la mejor película de habla no inglesa  en la 62.ª edición de los Premios Óscar, pero no fue nominada.

## Elenco
- Cristina Hoyos como María la Taranto.
- Sancho Gracia como Antonio Montoya.
- Juan Paredes como Manuel Taranto.
- Esperanza Campuzano como Ana Montoya.
- Juan Antonio Jiménez como Mercucho.
- Pepe Sancho como Teo el Picao.
- Mercedes Sampietro como Soledad.
- Queta Claver como Ama.